# فرودگاه تری-سیتی
فرودگاه تری-سیتی (به انگلیسی: Tri-City Airport) یک فرودگاه همگانی باربری با کد یاتا PPF است که یک باند فرود بتن دارد و طول باند آن ۱۵۲۴ متر است. این فرودگاه در کشور ایالات متحده آمریکا قرار دارد و در ارتفاع ۲۷۴ متری از سطح دریا واقع شده است.